# Deux cents milles sous les mers
Pour les articles homonymes, voir Vingt Mille Lieues sous les mers (homonymie).
Pour plus de détails, voir Fiche technique et Distribution.
Deux cents milles sous les mers ou le Cauchemar du pêcheur est un film muet français de Georges Méliès sorti en 1907.

## Synopsis
Un explorateur des fonds sous-marins va découvrir tout un bestiaire de créatures terrifiantes. Heureusement quelques jolies femmes des profondeurs viendront l'aider dans son combat contre un poulpe monstrueux. De quoi faire des cauchemars, mais justement tout cela n'était qu'un rêve.

## Fiche technique
- Titre : Deux cents milles sous les mers ou le Cauchemar du pêcheur[1],[2]
- Réalisation : Georges Méliès
- Scénario : Georges Méliès, d'après le roman de Jules Verne
- Société de production : Star Film
- Pays de production :  France
- Langue : muet
- Genre : Fantastique
- Durée : 10 minutes
- Date de sortie :
  - France : 1907

## À propos du film
En adaptant le roman éponyme de Jules Verne, dont il est contemporain, Georges Méliès a choisi de faire une mise en scène fantaisiste pleine d'imagination. Il fait parcourir au Nautilus 200 milles marins (soit 370 km) sous les mers soit une distance bien inférieure à celui de Jules Verne (20 000 lieues correspond à environ 95 000 km).
Le film est peuplé de créatures fantastiques, le capitaine Nemo lui-même doit combattre des crabes géants, des hippocampes et une pieuvre gigantesque… Georges Méliès a fait appel au corps de ballet du Châtelet pour jouer dans ce film tourné au studio de Montreuil avec de nombreux effets spéciaux réalisés par d'ingénieuses machines.